# Mariano Abalo
Mariano Abalo Costa és un polític independentista gallec.
Funcionari de correus, havia estat secretari general de la Unión do Povo Galego fins que el 1986 es va escindir per a fundar el Partido Comunista de Liberación Nacional, que el juliol de 1988 va constituir el Fronte Popular Galega (FPG). Ha estat diputat provincial de Pontevedra i alcalde i membre de la gestora municipal de Cangas do Morrazo. S'ha presentat sovint a les eleccions al Parlament de Galícia, però sense obtenir escó. A les eleccions municipals de 2007 es va presentar per l'Alternativa Canguesa de Esquerdas (ACE) al municipi de Cangas.